# Fedorivka
Fedorivka (în ucraineană Федорівка) este o așezare de tip urban din orașul regional Krasnîi Luci, regiunea Luhansk, Ucraina. În afara localității principale, nu cuprinde și alte sate.

## Demografie
Componența lingvistică a așezării de tip urban Fedorivka
     Ucraineană (86,37%)
     Rusă (13,38%)
Conform recensământului din 2001, majoritatea populației așezării de tip urban Fedorivka era vorbitoare de ucraineană (86,37%), existând în minoritate și vorbitori de rusă (13,38%).